# Sepvret
Sepvret é uma comuna francesa na região administrativa da Nova Aquitânia, no departamento de Deux-Sèvres. Estende-se por uma área de 17,01 km². Em 2010 a comuna tinha 635 habitantes (densidade: 37,3 hab./km²).